# Wasyl Bobynski
Wasyl Bobynski (ukr. Василь Бобинський, ur. 11 lub 23 marca 1898 w Krystynopolu, zm. 2 stycznia 1938) – ukraiński poeta, dziennikarz, tłumacz literatury francuskiej.
Uczeń gimnazjum we Lwowie, absolwent gimnazjum w Wiedniu.
W okresie wojny galicyjskiej był żołnierzem Strzelców Siczowych, od początku lat dwudziestych członek KPZU, w 1930 razem z rodziną wyemigrował do USRR (do Charkowa). W 1933 został aresztowany za udział w nieistniejącej „organizacji terrorystyczno-dywersyjnej”, w 1934 zesłany na Wyspy Sołowieckie, następnie rozstrzelany.
Został zrehabilitowany 1956.
Autor wielu artykułów i wierszy. Był członkiem grup Horno i Zachodnia Ukraina.